# Abraham Charité
Abraham Charité   (la Haia, 25 d'agost de 1917 - la Haia, 26 de febrer de 1991) fou un aixecador neerlandès que va competir entre les dècades de 1930 i 1950.
Charité s'inicià en l'halterofília el 1935 competint en la categoria de pes lleuger, però després de la Segona Guerra Mundial ho va passar a fer en la categoria del pes pesant.
El 1948 va prendre part en els Jocs Olímpics de Londres, on guanyà la medalla de bronze en la categoria del pes pesant del programa d'halterofília. Quatre anys més tard, als Jocs de Hèlsinki, s'hagué de retirar en la categoria del pes pesant per forts dolors d'esquena.
En el seu palmarès també destaca una medalla d'or al Campionat d'Europa d'halterofília i sis campionats nacionals.